# Ermita de la Magdalena (Erandio)
La Ermita de La Magdalena es una ermita de Erandio, Vizcaya, bajo la advocación de Santa María Magdalena. Se sitúa en la zona del Goierri a la que da nombre de barrio de La Magdalena (también llamado Mesones), junto a la carretera de Goierri, a unos cincuenta metros de la Ermita de San Cristóbal.

## Descripción
Su planta es rectangular, de 4,20 por 3,70 metros.
La fachada principal es de sillería, y los otros muros son de mampostería lucida. La cubierta, a dos aguas, está rematada por una cruz de piedra.
Tiene la puerta en el lado Este, hacia la carretera, enmarcada en un enrejado de madera. El pavimento es de baldosas de tierra cocida.

## Uso
No celebra culto.